# Můj strýček
Můj strýček (v originále Mon oncle) je francouzsko-italská komedie, kterou natočil v roce 1958 Jacques Tati. Byl to první z Tatiho filmů, který byl uveden v barvě. Tvůrce v něm opět rozvíjí své životní téma, tj. obraz odcizeného a zmechanizovaného světa, kde civilizace zamlžuje a ubíjí základní lidské hodnoty.
Hlavním aktérem příběhu je pan Hulot, známý již z filmu Prázdniny pana Hulota, natočeného v roce 1953. Tato postava, kterou Jacques Tati sám ztvárnil, se vyskytuje ještě v dalších dvou filmech, a to
- Playtime (z roku 1967)[3]

- a Pan Hulot jede na výstavu (1971).[4]

Komedie Můj strýček získala více ocenění než kterákoli jiná Tatiho filmová díla, přičemž v roce 1958 to byl dokonce i Oscar za nejlepší cizojazyčný film.

## Děj
Pan Hulot je nepraktický strýc devítiletého Gérarda Arpela, který žije se svými rodiči, kteří  jsou spoutáni svým společenským postavením, v ultramoderní vile se zahradou na novém předměstí Paříže, a sice hned za rozpadajícími se kamennými budovami starých čtvrtí města, přičemž každý prvek vily Arpel je sice luxusní, ale zcela neosobní a má především zapůsobit oslňujícím a ohromujícím způsobem na hosty, tj. je sice navržený stylově, ale nefunkčně, bez ohledu na pohodlí anebo dostatek pohodlí (komfortu) obyvatel.

Replika vily Arpel

Naproti tomu pan Hulot, bratr paní Arpelové, žije ve staré a zchátralé městské čtvrti, je nezaměstnaný a po městě se pohybuje buď pěšky, nebo na motorovém kole. Gérard, otrávený jednotvárností (monotónností) života s rodiči, vítá každou příležitost, kdy může trávit čas se svým strýcem a při výletech s ním tu s tam provádět lumpárny s předměstskými kluky.
Aby zabránil svému švagrovi v příliš velkém vlivu na syna, pokusí se ho pan Arpel, ředitel továrny na plastové trubky, v továrně zaměstnat. Ale pan Hulot do zmechanizovaného prostředí, kde je vše na tlačítka, přináší jen chaos a nepořádek.

## Obsazení hlavních rolí
| Jacques Tati       | pan Hulot     |
| Jean-Pierre Zola   | pan Arpel     |
| Adrienne Servantie | paní Arpelová |
| Alain Bécourt      | Gérard Arpel  |